# Виборча система 1907 року в Росії
Виборча система 1907 року — система виборів за Положенням про вибори в Державну Думу від 3 червня 1907 року, прийнятому після розпуску II Думи (див. Третьочервневий переворот).
Виборча система використовувалася під час виборів до Державних Дум III і IV скликання. Встановлення цієї виборчої системи збільшило представництво в Думі великих землевласників і заможних городян, а також російського населення по відношенню до національних меншин, що призвело до формування у III і IV Думах проурядової більшості. У той же час, посилилась непропорційність у виборчій системі.

## Історія створення виборчого закону 1907 року[1]
Ідея про необхідність зміни виборчого законодавства 1906 року, були викликані невдалими (з урядової точки зору) I і II складами депутатів Думи, що виникли в урядових колах в самому кінці 1906 року, відразу ж після того, як пройшли вибори в II Думу, результатом яких виявилося ще більше посилення ролі революційних партій.
Першим з міністрів ініціативу проявив державний контролер П. Х. Шванебах, який виклав свою пропозицію Миколі II під час доповіді 13 січня 1907 року. Ідеї П.Шванебаха полягали в тому, що Дума необхідно розпустити, виборчий закон змінити у вигідному уряду напрямку. Від так, скликання нової Думи було відкладено на рік за умови продовження роботи Державної Ради. Імператор приєднався до ідеї П.Шванебаха і повідомив, що деякі кроки в цьому напрямку вже робляться. Прем'єр-міністр П. А. Столипін відбувся зауваженням про те, що Шванебах «ломиться у відкриті двері». Мабуть, в цей момент у міністерстві внутрішніх справ вже велася робота по складанню нового закону. Однак, як показали подальші події, Столипін вибрав вичікувальну тактику і не робив активних дій аж до кінця весни 1907 року.
Між тим відносини між урядом та II Думою, що відкрилася 20 лютого 1907 року, все більше погіршувалися.
До травня 1907 року товариш (заступник) міністра внутрішніх справ С. Е. Крижанівський склав три варіанти нового виборчого закону. У першому варіанті передбачалося повністю розділити курії землевласників, городян і селян, не об'єднуючи їх у загальних губернських виборчих зборах, а також заснувати особливу курію для євреїв. Другий варіант, як прийнятий, докладно описано в наступних розділах даної статті. Третій варіант передбачав надання вибору членів Думи губернським і повітовим земським зборам. Третій варіант спочатку вважався невдалим і не розглядали всерйоз. Всі варіанти були розроблені ескізно, для обговорення міністрами призначався не повний текст закону, а спрощені схеми і таблиці.
Другий варіант Крижанівський умовно називав «безсоромним». Так звана «безсоромність» полягала в тому, що хоча закон передбачав куріальні вибори та гарантував стале мінімальне представництво куріям селян і робітників, остаточний вибір депутатів з вибірників даних курій належав загальному губернським виборчим зборам, більшість в якому завжди мали землевласники і городяни вищого майнового цензу. Таким чином, селяни і робітники посилали в Думу таких представників, які вибиралися з їх числа поміщиками і багатими городянами.
Засідання уряду, присвячені обговоренню нового виборчого закону, почалися тільки на початку травня 1907 року, коли повна неможливість налагодити співпрацю з Думою була вже цілком очевидною. Наради міністрів проходили у конспіративній обстановці — із залу засідань були усунені всі чиновники канцелярії.  Журнали засідань не велись. Обговорення в Раді міністрів виявили поділ позицій — П. Х. Шванебах і міністр фінансів В. Н. Коковцов дотримувалися думки про зміну виборчого закону та річного відстрочення скликання нової Думи. Брати — міністр закордонних справ А. П. Ізвольський і обер-прокурор Святійшого Синоду П. П. Ізвольський вважали, що треба розпустити Думу, а потім діяти по ситуації. Міністр юстиції В. Р. Щегловітов виступав за розпуск Думи і нові вибори за старим законом. П. А. Столипін та інші міністри виступали за розпуск Думи, новий виборчий закон і негайне скликання нової Думи. Так, як Рада міністрів не прийшлп до єдиного рішення, було запропоновано просити імператора призначити подальші наради у розширеному складі, із залученням авторитетних членів Державної Ради.
20 травня ситуація змінилася. Міністр юстиції уряду оголосив про знаходження при обшуку на квартирі члена Думи Озола документів, що свідчать про групову участь членів Думи — соціал-демократів у проурядовій змові. Подальший розвиток подій був легко передбачуваним. Очікувався запит уряду в Думу про зняття з підозрюваних депутатів недоторканності, відмова Думи та її подальший розпуск (подальші події точно відповідали даним припущеннями). Стало очевидним, що новий закон повинен бути прийнятий у найкоротший термін.
До подальшого обговорення ситуації були залучені члени Державної Ради, колишні міністри В. Л. Горемикін, А. С. Єрмолов, А. Р. Булигін і М. Р. Акімов. Три наради в розширеному складі пройшли мляво і призвели до невизначених висновків.
В результаті, П. А. Столипін змушений був взяти ініціативу в свої руки і, не чекаючи загального рішення міністрів, запропонувати Миколі II вибір з трьох наявних варіантів нового виборчого закону, вважаючи головною умовою негайне скликання нової Думи. 29 травня Микола II вибрав варіант, який сам автор законопроєкту С. Е. Крижанівський називав «безсоромним». Крижанівський приступив до складання повного тексту закону і зумів написати (по ескізних варіантів) надзвичайно широкий і складний документ за дві доби.
1 червня Державній Думі було пред'явлено вимогу про відсторонення від засідань 55 депутатів і зняття недоторканності з 16 депутатів соціал-демократичної фракції. В ніч з 1 на 2 червня необхідні документи були віддруковані в обстановці підвищеної секретності та вранці 2-го червня відправлені в Петергоф на затвердження Миколі II. Міністри, які зібралися в очікуванні прибуття підписаних указів, обговорювали, як буде доцільніше провести їх в життя — розпустити Думу негайно, або ж дати їй один день для виконання вимог уряду.
Укази прибули від імператора з листом, в якому говорилося: «Я чекав цілий день ваших повідомлень про розпуск проклятої Думи. Але разом з тим серце чуяло, що справа вийде нечисто, а піде в затяжку. Це неприпустимо. Дума повинна завтра, в неділю вранці, бути розпущена. Рішучість і твердість.»
Після цього указ про розпуск Думи і виборчий закон було оприлюднено вранці 3-го червня. Ці події часто описуються як Третьочервневий переворот.

## Загальна характеристика виборчої системи[6]
Вибори за Положенням 1907 року були непрямі, не передбачали рівного представництва і повинні були проходити за куріальною системою: основними куріями (офіційно курії іменувалися списками виборців) були:
- волосна (тобто селянська);
- землевласницька;
- 1-я міська (вищий виборчий ценз);
- 2-я міська (нижчий виборчий ценз);
- робітнича.

Крім цього, в деяких місцевостях були виділені козачі курії, а також розділені курії російських і неросійських виборців. Всередині курій також не існувало норм представництва (стандартної кількості виборців на одного депутата), і кількість депутатів від місцевостей і курій визначалося тільки прикладеним до Положення розкладом.
Вибиралися 442 депутата, з них від Європейської Росії — 403, від Польщі — 10 (у тому числі один від російського населення і один від православного населення), від Кавказького краю — 10 (з них 2 від козаків і 1 від російського населення), від Азіатської Росії (Сибір) — 15 депутатів. Середня Азія не була представлена в Думі взагалі.
Вибори не мали партійного характеру — офіційних партійних списків не існувало, всі кандидати в члени Думи формально були самовисуванцями і не мали зобов'язання приєднатися в Думі до певної фракції.

## Етапи виборів
Система виборів була багатоступеневою.
На першому етапі селяни на волосних сходах обирали уповноважених на повітовий виборчий з'їзд (учасники волосних сходів теж вибиралися по селах, один учасник від десяти дворів; але не спеціально для виборів в Думу, а на всі випадки). Селяни обирали по два уповноважених від кожного волосного сходу. У той же час робітники вибирали уповноважених на губернський виборчий з'їзд, по одному від фабрики з числом працюючих від 50 до 1999, і далі по одному на кожну наступну повну тисячу працюючих. Дрібні землевласники, які не мали майнового цензу, достатнього для участі в повітовому виборчому з'їзді, збиралися на попередній з'їзд, який міг вибрати учасників повітового виборчого з'їзду (стільки, скільки повних земельних цензів становили спільно володіння всіх дрібних землевласників, що з'явилися на попередній з'їзд).
На другому етапі виборів в кожному повіті збиралися роздільні виборчі з'їзди чотирьох курій (всіх, окрім робітничої). Від селян у з'їздах брали участь уповноважені; землевласники та городяни за двома списками були на з'їзди особисто, дрібні землевласники були представлені уповноваженими. У губернському місті збирався виборчий з'їзд робітничої курії.
Виборчі з'їзди обирали виборщиків для участі у губернських виборчих зборах, загальних для усіх курій. Якщо у з'їздах брали участь до 500 чоловік, всіх кандидатів вибирали по черзі, голосуючи кулями; якщо більше — голосували записками з іменами і вибирали тих, за кого було подано найбільшу кількість голосів. У виборці могли бути обрані тільки самі учасники виборчих з'їздів.
Так як кількість учасників з'їздів могла бути дуже великою (наприклад, у 2-му міському списку по Москві було 39755 виборців) місцева влада мала право ділити з'їзди по місцевостям, а в містах по виборчих дільницях. Місцева влада також була вільною розділяти виборчі з'їзди на два — для російських і неросійських виборців. Цей довільний прийом дозволяв на національних околицях російської меншини отримувати стільки ж виборців, скільки і місцевому населенню. Так як Російська імперія не практикували формальної реєстрації національності всіх підданих, губернатори визначали, хто росіянин а хто ні на свій розсуд. Крім того, місцева влада могла поділяти з'їзди цензових курій на різні з'їзди для більш і менш заможних виборців, виділяти особливий з'їзд для церков і монастирів — землевласників. При цьому, в разі поділу з'їздів, з'їзди з різним числом виборців могли вибирати рівну кількість вибірників. Поділ з'їздів було головним інструментом, за допомогою якого місцева влада могла посилювати непропорційність представництва і проводити бажаних уряду кандидатів.
Губернське виборчі збори було третім етапом виборів. Учасники зборів — виборщики були одночасно і виборцями, і кандидатами в депутати. Ім'я кожного виборщика, який заявив про бажання бути обраним, ставилося на голосування.
Спочатку учасники зборів голосували записками з іменами кандидатів. Всякий, що отримав більше трьох записок, ставилося на балотування кулями. Так як від губернії обиралося від 2 до 13 депутатів, обраних вважалося відповідну кількість кандидатів, що отримали найбільшу кількість голосів, за умови, що вони отримали більше половини голосів. Якщо таким чином не вдавалося вибрати всіх депутатів, проводилося повторне голосування на решту мандатів, та тих пір, поки всі депутати не будуть обрані.
В першу чергу вибирали депутатів за Куріальними квотами, різним для різних губерній. Цих депутатів обирало все зібрання, але тільки з числа виборників, які представляли свої курії. По всій Росії для селян було зарезервовано 50 мандатів, для землевласників — 50 мандатів, для виборців 1-го міського з'їзду — 25 мандатів, 2-го — 25 мандатів, 1-го і 2-го спільно — ще 25 мандатів, для козаків — 3 мандати, для робітників — 6 мандатів. Після вибору квотованих депутатів решта депутатів обиралися з числа вибірників від всіх курій спільно (це називалося «за загальним списком»).
Кількість виборщиків в губернських виборчих зборах визначалося особливим розкладом, не пов'язаним безпосередньо з кількістю виборців, і коливалося по губерніях від 45 в Томській до 158 у Волинській губерніях. У всіх виборчих зборах Європейської Росії, крім однієї, виборщики від землевласників і 1-го міського списку спільно становили більшість.

## Місцевості з особливими умовами виборів[6]
Для багатьох місцевостей порядок виборів відрізнявся від загального.
В Санкт-Петербурзі, Москві, Києві,  Одесі та  Ризі депутатів безпосередньо обирали окремі від губернського зібрання міські виборчі збори, розділені для двох розрядів міських виборців. Таким чином, квотованим виявилися ще по 8 мандатів для 1-го і 2-го міських списків.
Для Кавказу виборча система приймала зовсім заплутаний характер, результатом якої було два квотованих мандата для козаків (Кубанське і Терське козацькі війська), 1 мандат для російського населення Закавказзя, а для Бакинської, Елізаветпольскої та Єреванської губерній утворювався єдиний виборчий округ з 1 мандатом для мусульманського і 1 мандатом для немусульман (крім російського населення, яке брало участь в обранні одного депутата від російського населення від Кавказу).
Особливим був порядок для Забайкалля і Далекого Сходу (області Амурська, Приморська і Забайкальська). При цьому в ряді малонаселених районів Приморської області вибори не проводилися. Система була тут спрощена, практично не змінившись в порівнянні з колишнім виборчим законом, існували розряди сільських і міських жителів. Квотованим виявилися 2 мандати для козаків (1 від Забайкальського війська і 1 від Амурського і Уссурійського військ спільно), вибирали своїх представників окремо від решти населення. Уральське козаче військо мало один мандат.
Віленська і Ковенська губернії вибирали окремо 3-х членів думи від російського населення (2 у Віленській та 1 в Ковенській), по одному депутату обиралися в Варшаві, і в населених російськими частинах Люблінської і Седлецької губерній, пізніше утворили Холмську губернію.
У Царстві Польському і губерніях Єнісейській та Іркутській городяни не розділялися на два розряди, а уповноважені від робітників обиралися не у всіх губерніях. Місто Варшава обирало по одному депутату від виборців російської національності та інших виборців, а місто Лодзь — одного депутата від всіх городян спільно. При цьому в цих двох містах вибори були двоступеневими — спочатку обиралися виборщики, які потім на загальних виборчих зборах визначали депутатів.

## Квоти по куріях і національностей[6]
Квотованими по куріях і національностях було 218 мандатів з 442.
Там, де існували загальні виборчі збори (більшість губерній) квоти по куріях забезпечували обов'язковий вибір депутата з числа виборників даної курії, але сам вибір проводився зборами в цілому. Таким чином, якби робітники вибирали в губернські збори 5 вибірників  соціал-демократів і одного націоналіста, то збори з більшістю націоналістів могло вибрати в депутати від робітників саме цього націоналіста. Те саме стосувалося і міських курій, де перевага на виборах мали прогресисти, а також вибірники від волостей. Таким чином було квотований 131 мандат, при чому, в більшості губерній обиралося по обов'язковому депутату від обох міських курій, а в деяких обирався єдиний депутат від міських з'їздів. Там, де курія утворювала окреме виборчі збори, вибір депутата визначали тільки виборщики курії; так було квотовано 37 мандатів.
Цей порядок був особливо несправедливим. Вибори до III та IV Думи представників соціал-демократів (на квотовані мандати) був проведений виборчими з'їздами тільки з тієї причини, що всі виборщики від робітничої курії поголовно були соціал-демократами. Втім, соціал-демократи (включаючи обраних з'їздом уповноважених від робітників) могли пройти і по загальній курії в разі перемоги опозиції на виборах у відповідній губернії.

## Виборче право[6]
Виборче право мали не всі жителі імперії. Для того, щоб мати виборче право необхідно мінімум за рік до виборів відповідати спеціальним критеріям.
Виборче право по волосний курії мали селяни-домогосподарі, які володіли надільною або приватною землею і особисто вели господарство. Ці виборці не брали участь у виборчому з'їзді безпосередньо, а тільки обирали від кожних десяти дворів одного учасника волосного сходу, після чого волосний сход обирав двох уповноважених на повітовий виборчий з'їзд. Якщо селяни мали досить майна для голосування в цензових куріях, вони могли записатися до цих курій замість волосної.
Для виборчого права (у вигляді особистого права участі у виборчому з'їзді) в землевлавласницькій курії було потрібно за рік до виборів володіти в тому ж повіті (на вибір):
- Кількістю землі (або гірничозаводськими дачами), не меншим, ніж зазначено в спеціальному додатку до Положення; кількість варіювалося по губерніях від 800 десятин в глухому Яренському повіті до 125 десятин в найжвавіших зонах; середня норма в економічно активних губерніях була 200—300 десятин;
- Майном, яке не становить торгово-промислового закладу, вартістю по земській оцінці не менше 15000 рублів (малися на увазі сільськогосподарські підприємства: сади, виноградники, кінні заводи тощо).

Приватні власники земель, а також церкви й монастирі, які володіли землею і майном нижче зазначеної норми, могли об'єднуватися в групи, спільно володіючи необхідним мінімумом, і надсилати на виборчий з'їзд представника групи.
Для виборчого права (у вигляді особистого права участі у виборчому з'їзді) в 1-й міській курії було потрібно не менше року до виборів володіти в тому ж місті (на вибір):
- Для міст губернських, обласних, з градоначальствами і з населенням не менше 20 тис. чоловік — нерухомим майном вартістю не менше 1000 рублів, в інших місцях — не менше трьохсот рублів (даним вимогам на практиці відповідали будь-які багатоквартирні житлові будинки і велика частина індивідуальних; власність на квартири в Російській імперії була практично невідома; всі, хто жили в багатоквартирних будинках, були орендарями);
- Умова отримання свідоцтва торговим підприємством — перших двох розрядів, промисловим підприємством — перших п'яти розрядів, пароплавним підприємством, з якого сплачується  промислового податку не менше 55 рублів на рік (до другого розряду належали торговельні підприємства з максимальним оборотом понад 50 тис. рублів на рік, промисловий податок становив від 50 до 150 рублів; до п'ятого розряду ставилися промислові підприємства з мінімальною чисельністю робітників від 10 до 200 чоловік по ра зним галузям, промисловий податок становив 50 рублів).

Для виборчого права (у вигляді особистого права участі у виборчому з'їзді) в 2-й міській курії було потрібно не менше року до виборів в тому ж місті (на вибір):
- Для міст губернських, обласних, з градоначальством і з населенням не менше 20 тис. чоловік — володіти нерухомим майном вартістю менше 1000 рублів, в інших місцях — менше трьохсот рублів;
- Володіти будь-яким торгово-промисловим підприємством, що вимагає отримання промислового свідоцтва;
- Сплачувати  державний квартирний податок (сплачувався будь-яким квартиронаймачем);
- Сплачувати основний  промисловий податок на індивідуальні заняття (цей податок сплачували керівники і члени правлінь акціонерних товариств та інших підприємств, зобов'язаних публічною звітністю);
- Знімати на своє ім'я окрему квартиру (мало значення для осіб, які займали службові квартири);
- Отримувати виплати або пенсію по службі в державних, земських, міських, станових установах або на залізницях.

Для виборчого права в робітничій курії потрібно було працювати більше шести місяців на підприємстві з чисельністю робітників не менше 50. Робітники не брали участь у виборчому з'їзді безпосередньо, а тільки обирали уповноважених на з'їзд: від кожного підприємства з числом робітників від 50 до 1000 — по одному, понад 1000 — по одному від кожної повної 1000 робітників. Робітники могли бути виборцями лише в робітничій курії, навіть якщо вони відповідали цензовим вимогам інших курій.
Крім того, були категорії населення, взагалі позбавлені виборчих прав. До них віносилися іноземні піддані, особи молодше 25 років, жінки, учні, військові, які перебувають на дійсній службі, бродячі інородці, всі особи, визнані винними в злочинах, відчужені від посади у суді (протягом 3 років після відмови), що знаходилися під судом і слідством, неспроможні, перебувачі під опікою (під опікою крім малолітніх складалися глухонімі, душевнохворі і визнані расточителями), позбавлені духовного сану за пороки, виключені зі станових товариств за їх вироками, а також губернатори, віце-губернатори, градоначальники та їх помічники (у ввірених їм територіях) і поліцейські (працюючі у виборчому окрузі). У цензових куріях (землевласницькій та міській) жінки, особисто володіли цензовим майном, могли передати право участі у виборах чоловікам та синам.
Євреї мали виборче право, однак до виборів в IV Державну Думу в 1912 році Сенат у своєму рішенні витлумачив виборчий закон таким чином, що всі євреї, які легально проживали за межами  смуги осілості (купці 1-ї гільдії, особи з вищою освітою, ремісники) позбулися виборчого права.

## Представництво різних груп населення[7]
Результатом заплутаного виборчого законодавства було непропорційне представництво. Складні правила виборів, що поділяли населення за цензовою, релігійною і національною ознакою в різних місцевостях, не дозволяють математично чітко визначити дані про пропорції представництва різних класів в парламенті, проте в цілому можна стверджувати, що:
- 99 млн чол. (21,4 млн чоловіків виборчого віку) сільського населення Європейської Росії мали 50 квотованих мандатів, причому вибір депутата з числа виборників селян належав загальному губернському зібранню, більшість в якому завжди мали дві високоцензовані курії; в списках виборців було зареєстровано тільки 1.494 тис. селян, які задовольняли цензових вимогам (кожен з яких був учасником волосного сходу, обраним від десяти домогосподарств);
- 276 тис. виборців-землевласників (разом з членами сімей близько 1,2 млн осіб) Європейської Росії мали 50 квотованих мандатів, і (спільно з 1-ї міської курією) більшість в губернських зборах при виборі ще 224 депутатів на неквотовані місця;
- 14,8 млн міщан (3,2 млн чоловіків виборчого віку, в тому числі і робітники) поділялися на три групи. В першу міську курію увійшли 149 тис. чоловік, які мали 25 квотованих мандатів і більшість (спільно із землевласниками) при виборах на 224 неквотованих місця. У другу міську курію увійшли 832 тис. виборців, які мали 25 квотованих мандати. Дві міські курії спільно мали ще 25 мандатів. Близько 1,2 млн міщан виборчого віку цензових вимогам не задовольняли і до виборів не допустили (багато з них формально належали до стану селян, але не допускалися і до участі у волосних виборах, так як від виборця потрібно було вести господарство особисто).
- 1067 тис. робітників-виборців (близько 5 млн чол. населення з урахуванням жінок і дітей) мали 6 квотованих мандатів. Участь робітників виборників в губернських виборчих з'їздах нічого не значило, так як їм належало не більше 10 % (а в середньому, не більше 2 %) голосів.
- 9,3 млн жителів Середньої Азії не були представлені в Думі взагалі.

Загалом можна вважати, що різні групи населення були представлені з наступною пропорційністю:
- Сільське населення Європейської Росії обирало 1 депутата на 2 млн осіб;
- Робітники обирали 1 депутата на 830 тис. чоловік;
- Виборці всіх трьох цензових курій обирали 1 депутата на 16 тис. чоловік.

## Виборче законодавство та формування партійної системи
Виборчий закон не звертав увагу на існування політичних партій. Всі кандидати в депутати формально були незалежними самовисуванцями. Партійні виборчі списки не заборонялися, але голосування проводилося по кожній кандидатурі персонально. Важливою особливістю системи було те, що виборці на першому етапі виборів (волосні сходи і робітничі збори) голосували за учасників повітових виборчих з'їздів, а на другому етапі (повітові виборчі з'їзди, губернські робітничі виборчі з'їзди) — за учасників губернських виборчих зборів, ще не знаючи точно остаточних кандидатів в депутати (вони офіційно оголошувалися тільки в процесі губернських виборчих зборів). Таким чином, виборці швидше прагнули вибрати для участі в зборах авторитетних осіб, користуються довірою, які мали на губернському зібранні самостійно, в залежності від конкретної ситуації, вирішити, за якого кандидата голосувати.
Результатом такого ускладненого і малоопределенного виборчого права виявилося поява недеформованої партійної системи. Частина кандидатів (перш за все, представники  Конституційно-демократичної партії,  Союзу 17 жовтня,  РСДРП) представляли сформувані загальноросійські партії з центральним управлінням, узгодженим з центром висуненням кандидатів і певною програмою. При цьому РСДРП, завдяки формальному запереченню законом партійного характеру виборів, парадоксальним чином могла виставляти кандидатів, будучи нелегальною партією.
Праві депутати не представляли єдиної партії і були об'єднані тільки загальною політичною орієнтацією (багато з них представляли активно ворогуючі організації і в той же час діяли в Думі єдиним фронтом). Всеросійський національний союз був правильно організованою партією, домінуючою в думській фракції націоналістів, в яку входили і члени інших, більш дрібних організацій. Частина депутатів обиралися як незалежні кандидати, але потім в Думі примикали до тієї чи іншої фракції.
Також не уявляв нічого незаконного і перехід депутатів з однієї думської фракції в іншу, злиття або ліквідація фракцій. Таким чином, за кого б не голосували виборці, приналежність обраного ними депутата до тієї чи іншої партії або думської фракції була справою його доброї волі.
Політичний спектр був досить широким, і на губернських виборчих зборах розклад сил часто опинявся таким, що жоден з кандидатів (або партійних груп кандидатів) не міг набрати необхідної для обрання простої більшості голосів. В такому випадку часто дві партії, спільно мали більшість голосів, блокувалися і домовлялися про поділ мандатів, після чого голосували за кандидатів спільного списку. Завдяки великій кількості партій, можливостей поєднання їх для формування таких блоків було багато. Потенціал блокувань при голосуванні робив результати виборів вкрай невизначеними і ще більш зменшував зв'язок результатів виборів з реальною волею виборців.